# Sopronkertes
Sopronkertes (németül Baumgarten im Burgenland, horvátul Pajngrt) község Ausztriában, Burgenland tartományban, a Nagymartoni járásban.

## Fekvése
A soproni határátkelőtől 3 km-re délre a magyar határ mellett fekszik. Érinti a Sopron–Ebenfurt-vasútvonal.

## Története
A község helyén a mai Brunnengasse és a Musikerheim között 8000 évvel ezelőtt egy nagyobb tó állt, mely a római korban, Krisztus születése körül kiszáradt. A tó északi partján ősi település állt, melynek maradványai a földmunkák és házépítések során sokszor előkerülnek. A templom környékén késő bronzkori település nyomai találhatók.
Az erdőben a víztározó közelében egy nagyobb halomsír látható, mely a hallstatt-korból, az i. e. 7. századból származik. A templom közelében a római korban egy római villagazdaság állt lakóházzal és számos melléképülettel. A középkori vár előzménye is valószínűleg egy római kori villa volt.
A község német alapítású lehet, mert először "Pamgort" (1267), majd "Pawngarten" néven említik. A magyar helységnév ennek fordítása. A középkori település lényegében a Bécsújhelyből Sopron felé menő út, mai Handelstraße mentén feküdt.
1362-ben "Poss. Pamgort", 1382-ben "Pangard", 1426-ban "Pamorthon", 1433-ban "Pawngarten", 1440-ben "Pawngart", 1460-ban "Pangoth", 1475-ben "Poss. Pawngart" alakban szerepel a korabeli forrásokban.
Egykori 13. századi várának maradványai a templom környékén találhatók, ahol a Burgengrabengasse elnevezése emlékeztet a várra. Első ismert várúr az 1267-ben említett Pungarthi Pouce volt. A várat a Németújvári grófok építették, majd 1362-ig a Kanizsaiak birtokában volt. Nagy Lajos király kegyencének, a cseh származású Hinkónak ajándékozta. 1445-ben VI. Albert osztrák herceg elfoglalta és az 1447-es béke a kezén is hagyta. 1456-ban III. Frigyes német-római császár romboltatta le a soproniakkal. A falu 1475-ben a magyar alapítású pálos rend, majd a 18. század elején az Esterházyak tulajdonába került.
Közelében állt a Grafenegg Ulrik és Frigyes által a Szent Megváltó és a Boldogságos Szűz tiszteletére 1475-ben alapított pálos kolostor, melyet 1493-ban "Monasterium Pawngarten, Monasterium Pongorth" említenek. A kolostor rövid életűnek bizonyult, mivel 1493-ban tűzvész áldozata lett és csak 1743-ban építették újjá a barátok.
A falut 1529-ben és 1532-ben elpusztította a török, miután a lakosság pótlására horvátokkal telepítették be. 1683. szeptember 3-án újra török és tatár hadak égették fel és rabolták ki. Ebből az időből származik az az itt agyagedényben elrejtett 700 ezüstpénz melyek a Kismartoni Tartományi Múzeumba kerültek. 1790. június 15-én nagy tűzvész pusztított, melyben az egész falu, köztük a templom és 83 lakóház leégett. A templomtoronyban levő harangok is megolvadtak. Az újjáépítéshez a birtokos Esterházy Miklós herceg az épületfát ingyen biztosította. A tűzvész emlékére készült a Szent Flórián-oszlop 1790-ben, mely ma is áll. 1850-ben Sopronkertesen 97 ház állt 689 lakossal, közülük 635 horvát volt.
Vályi András szerint "PAMGÁRT. Baumgarten. Német falu Sopron Vármegyében, földes Ura H. Eszterházy Uraság, lakosai katolikusok, fekszik Sopronhoz 15egy mértföldnyire, határjának, ’s vagyonnyainak középszerű mivóltokhoz képest, második osztálybéli."

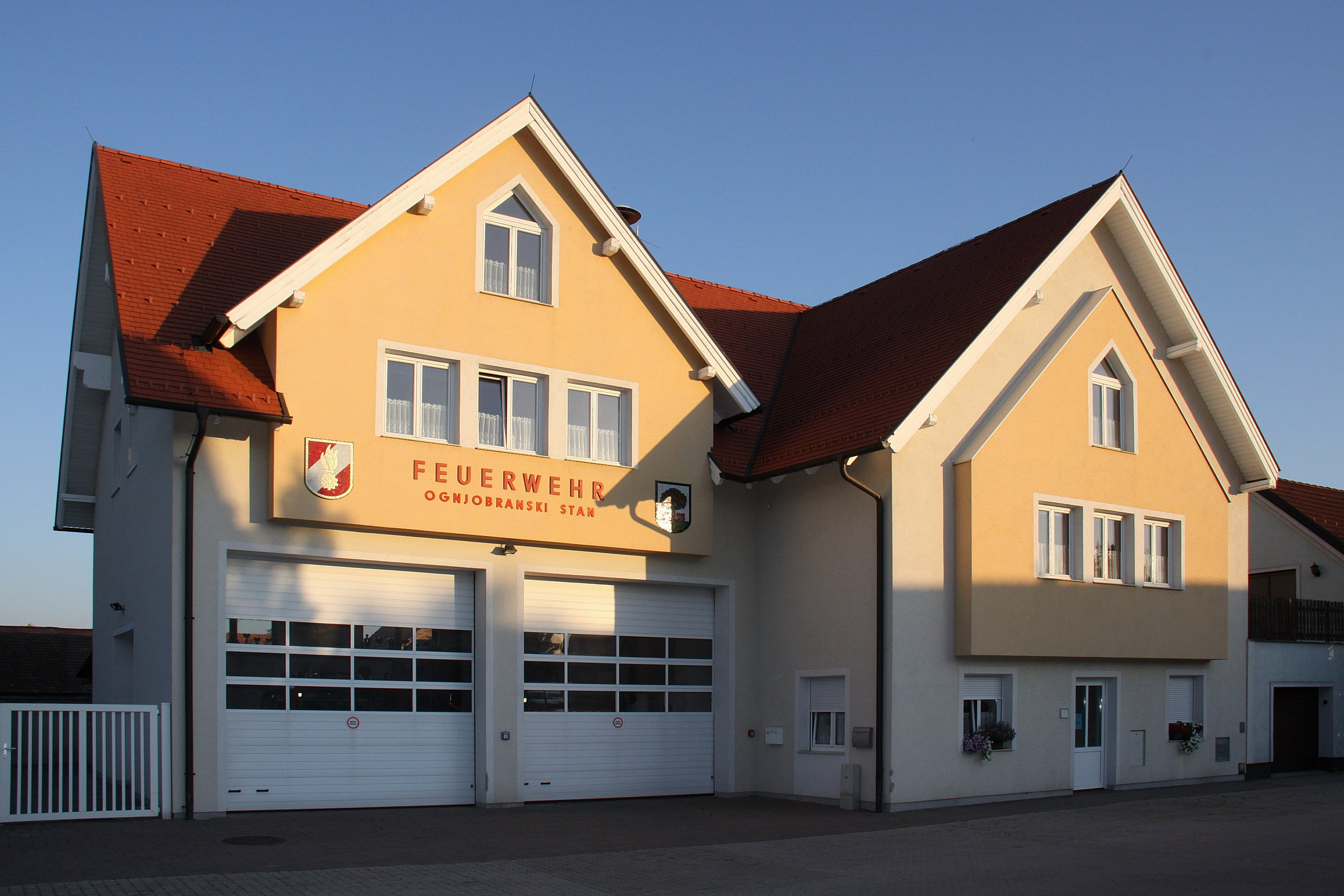
Tűzoltóság

Fényes Elek szerint "Kertes, németül Baumgarten, horvát falu, Sopron vmegyében, Sopronhoz 1 1/4 mfld, a németujhelyi országutban: 650 kath. lak., s paroch. templommal. Van 757 hold szántóföldje, 51 h. rétje, 50 h. szőlőhegye, 62 h. kertje, 200 h. erdeje. Termeszt buzát, rozsot, árpát, zabot, babot, lencsét és burgonyát. Urbéri telek 30 1/8. Erdeje többnyire fenyves, vegyítve bükk- és cserfával. Birja h. Eszterházy."
Fejlődésén nagyot lendített a Győr–Sopron–Ebenfurti-vasútvonal megépülése 1879-ben, melynek Sopronkertes az egyik állomása lett. 1891-ben megalakult az önkéntes tűzoltóegylet. 1910-ben 937, többségben horvát lakosa volt, jelentős magyar kisebbséggel. Az első világháborúban 38 lakosa halt meg. A trianoni békeszerződésig Sopron vármegye Soproni járásához tartozott.
A második világháborúban 76 helyi lakos esett el. A falu 1945 húsvétján érte el a front. Több ház és a templom is súlyos károkat szenvedett és újabb négy civil polgár is meghalt a harcok során. 1955 után megindult a település gyors fejlődése, új utcák, csatornahálózat, községháza, fürdő és sok új családi ház épült. 1971 és 1991 között Sopronkertes Darufalvával egy nagyközségben egyesült, 1991-óta újra önálló község.

## Nevezetességei

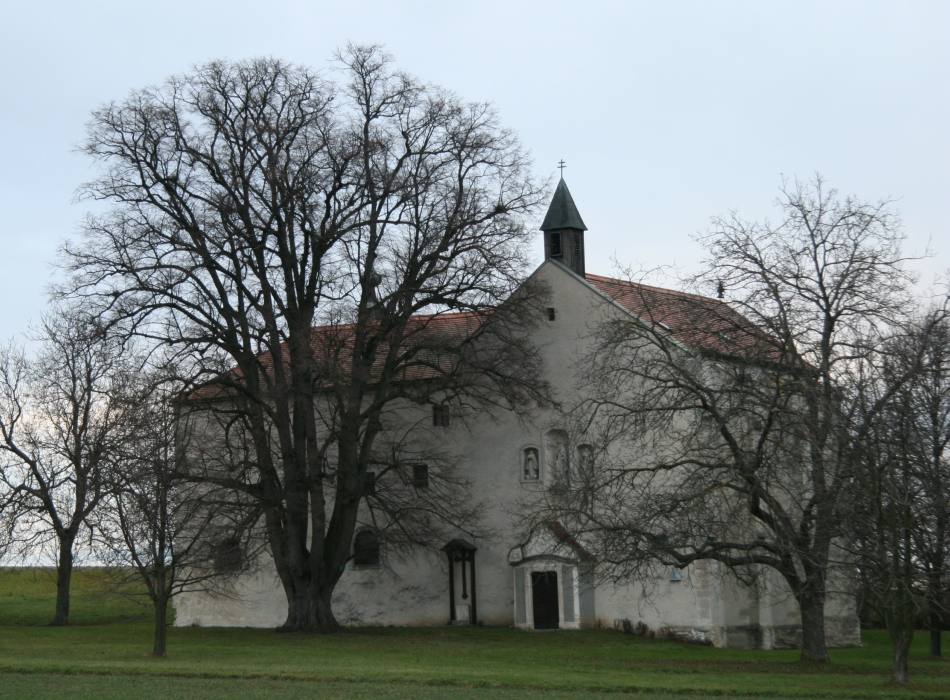
Pálos kolostor

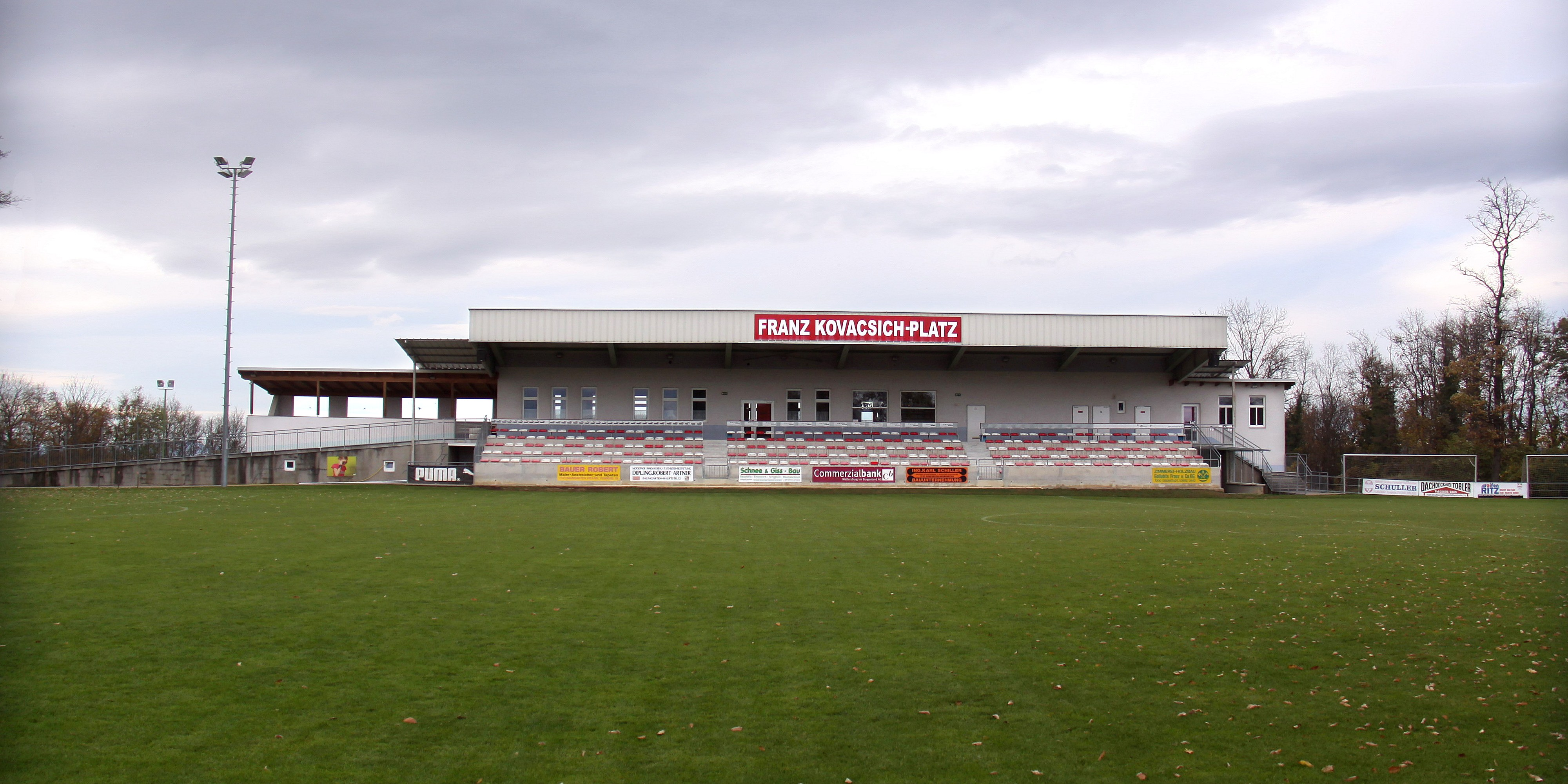
Franz Kovacsich Stadion

- A falu művészettörténeti nevezetessége a 15. századi eredetű, mai formájában 1743-ban épített pálos kolostor, az eredetileg 1456-ban épült búcsújáró templommal. 1493-ban a kolostort tűzvész pusztította, a 18. század közepén helyreállították, 1790-ben a tűzvészben ismét elpusztult, utoljára 1925-ben újították fel.
- Római katolikus temploma 1725-ben épült.
- A Szent Flórián-oszlopot 1790-ben emelték.

## Külső hivatkozások
- Hivatalos honlap (németül)
- Sopronkertes az Osztrák Statisztikai Hivatal honlapján (németül)